# Knut-Elintjärnen
Knut-Elintjärnen är en sjö i Älvdalens kommun i Dalarna och ingår i Dalälvens huvudavrinningsområde.